# De Jacobis Szent Jusztin
De Jacobis Szent Jusztin (olaszul: Giustino de Jacobis) (San Fele, 1800. október 9. – Massawa, 1860. július 31.) szentté avatott lazarista szerzetes, püspök.

## Élete
De Jacobis Szent Jusztin (születési nevén: Giustino Sebastiano Pasquale de Jacobis) 1800. október 9-én született Giovanni Battista de Jacobis és Maria Giuseppina Muccia gyermekeként az akkori Nápolyi Királysághoz tartozó San Feleben. 1818. október 17-én lépett be a lazarista rend nápolyi kolostorába, ahol 1824. június 12-én szentelték pappá. 
1839-ben elöljárói Abesszíniába, a mai Etiópiába küldték misszióba. 
Megérkezése után szembesült azzal, hogy a feladat, melyet rá bíztak gyakorlatilag teljesíthetetlen, mivel az iszlám vallás van többségben, de a minimális kereszténység is megosztott. Ettől függetlenül nekilátott missziójának. Munkájában] igyekezett alkalmazkodni a helyi szokásokhoz, gyorsan megtanulta a nyelvet, valamint a helybeli öltözködést is elsajátította. 
Aránylag gyorsan sikerült elnyernie a helyi fejedelem, Ubie fejedelem bizalmát is. 
1844-ig száz hívőt gyűjtött maga köré. Számuk lassan, de növekedett, és más helyeken is alakultak katolikus közösségek. 1845-ben nyitott egy szemináriumot bennszülött papok kiképzésére. 
1845-ben a kopt Szalama érsek üldözni kezdte a katolikusokat, sokakat bebörtönöztek vagy száműzetésbe küldtek, de a közösség létszáma 1853-ra 5000 főre gyarapodott.
Jusztint 1847. június 6-án Abesszíniai Apostoli Kormányzónak, valamint Nilopolis-i címzetes püspöknek nevezte ki Boldog IX. Piusz pápa. Bár a kinevezés ellen tiltakozott, de a kapucinus püspök és későbbi bíboros, Guglielmo Massaia rábeszélésére vállalta ezt a feladatot. Püspökszentelése 1849. január 7-én éjszaka titokban volt, mivel a korabeli szabályok tiltották, hogy Abesszíniába katolikus püspök belépjen.
Szalama kopt érsek katolikus-üldözése 1854-ben érte el csúcspontját, amikor is a helyi fejedelmek is a katolikusok ellen fordultak. Többszöri bebörtönzés után Jusztint kiutasították az országból. A tengerpart felé tartva teljesen kimerülve a sivatagban halt meg.
1939-ben XII. Piusz pápa boldoggá, 1975. október 26-án VI. Pál pápa szentté avatta.

## Fordítás
- Ez a szócikk részben vagy egészben  a   Giustino de Jacobis című olasz Wikipédia-szócikk fordításán alapul.  Az eredeti cikk szerkesztőit annak laptörténete sorolja fel. Ez a jelzés csupán a megfogalmazás eredetét és a szerzői jogokat jelzi, nem szolgál a cikkben szereplő információk forrásmegjelöléseként.